# Réjaumont, Gers
 Réjaumont  là một xã thuộc tỉnh Gers trong vùng Occitanie tây nam nước Pháp. Xã này có độ cao trung bình 118 mét trên mực nước biển.